# 丽人行 (1949年电影)
《丽人行》是上海昆仑影业公司拍摄，于1949年上映的中國黑白电影。陈鲤庭导演。改编自编剧田汉创作的同名话剧《丽人行》。

## 演员
- 上官云珠
- 黄宗英
- 蓝马
- 沙莉
- 张翼
- 赵丹

## 幕后人员
- 制片：夏云瑚，任宗德
- 编剧：田汉
- 摄影：韩仲良，沉喜林
- 灯光：陆奇生
- 录音：孙良录，张福宝，华耀祖
- 布景：叶苗，牛葆荣
- 装置：诸富祥
- 美术：徐子诚
- 技术顾间：吴蔚云
- 音乐：王云阶
- 造型设计：辛汉文
- 配音：丁伯和
- 剧务：石炎
- 场记：孟远
- 场务：张普人
- 道具：姚志荣
- 化装：姚永福
- 服装：曹明
- 剪辑：邬廷芳，傅正义
- 洗印：吴增荣，徐而前，周教大
- 照相：裘葛
- 副导演：赵明
- 导演：陈鲤庭
- 出品：昆仑影业公司